# Gardenia carinata
Gardenia carinata là một loài thực vật có hoa trong họ Thiến thảo. Loài này được Wall. ex Roxb. mô tả khoa học đầu tiên năm 1824.

## Hình ảnh

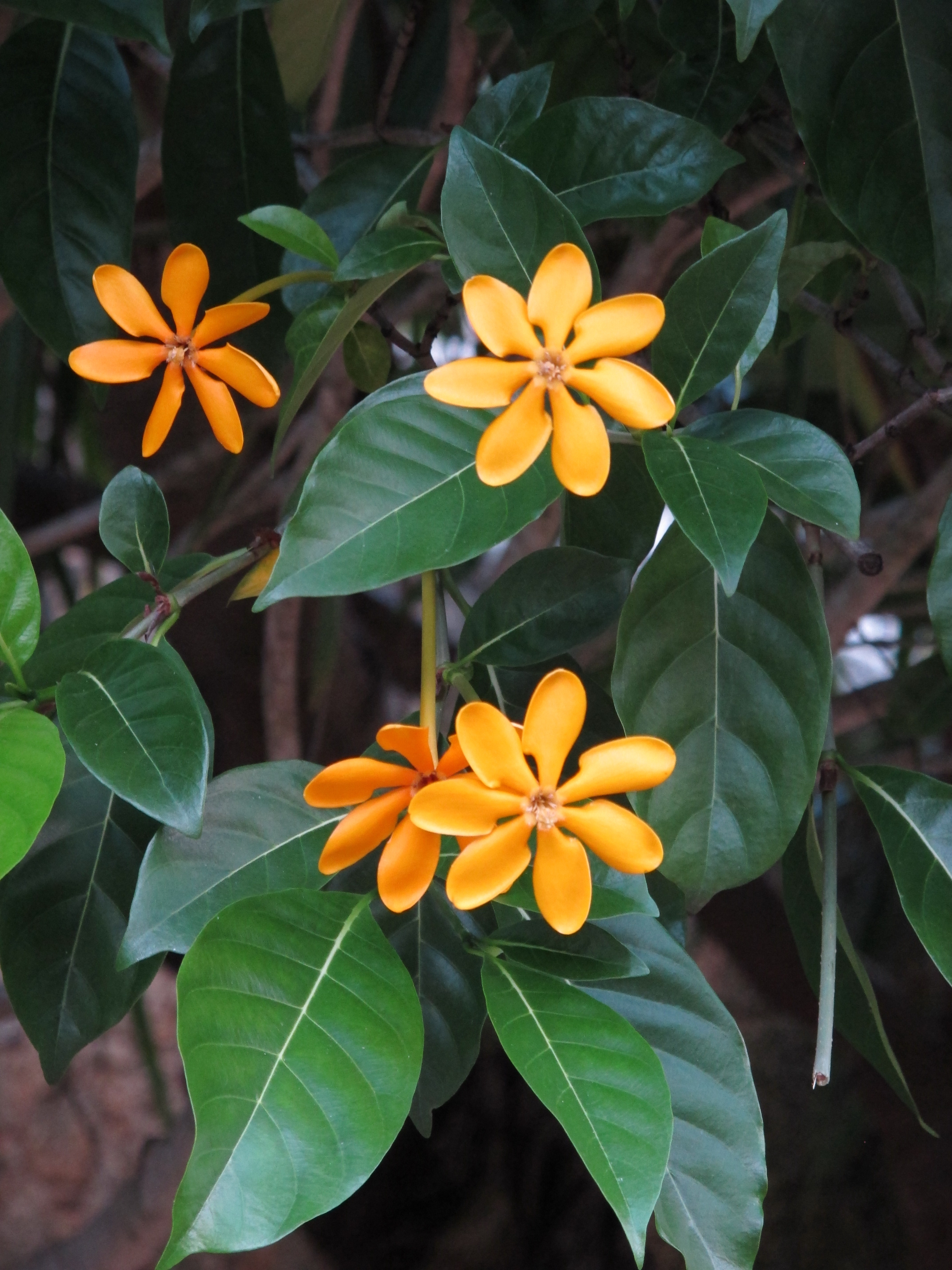
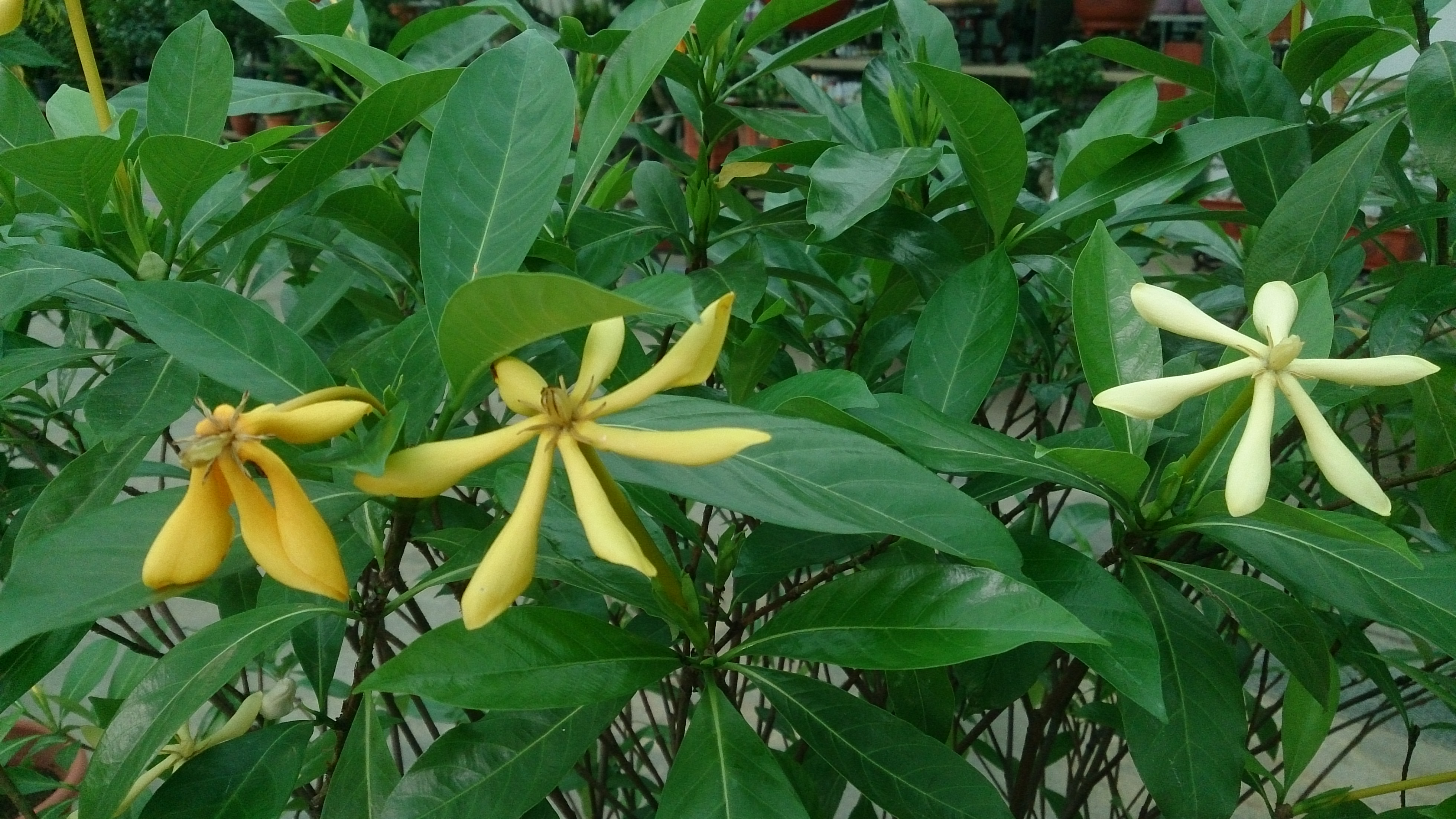
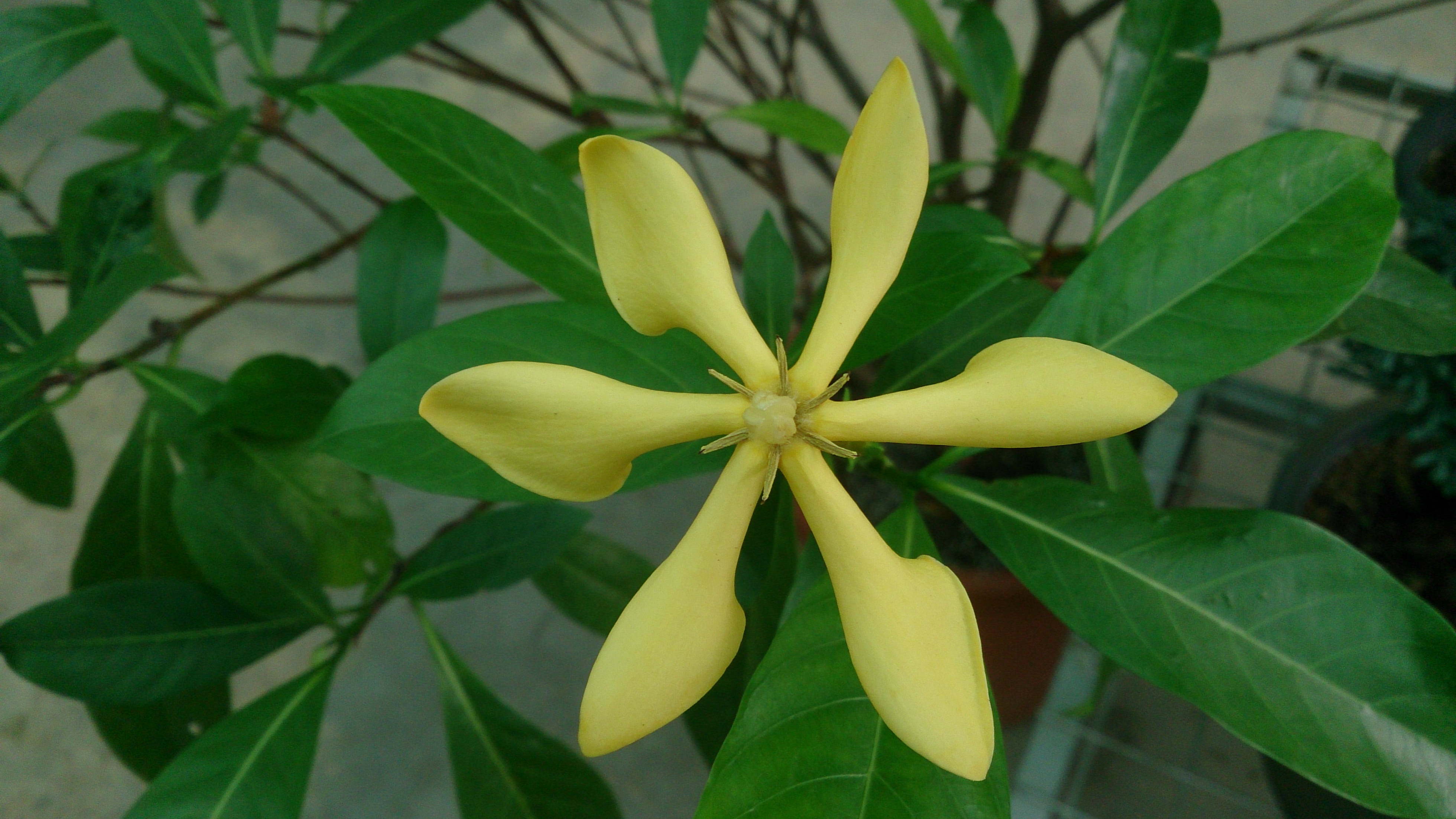